# Chrysoctenis transiens
Chrysoctenis transiens är en fjärilsart som beskrevs av Louis Beethoven Prout 1913. Chrysoctenis transiens ingår i släktet Chrysoctenis och familjen mätare. Inga underarter finns listade i Catalogue of Life.